# Eva Besnyö
Eva Besnyö (Budapest, 29 de abril de 1910 - Laren, Países Bajos, 12 de diciembre de 2002) fue una fotógrafa húngaro/holandesa perteneciente al movimiento de la nueva objetividad (en alemán: Neue Sachlichkeit), y considerada "la Gran Dama" de la fotografía holandesa.

## Biografía

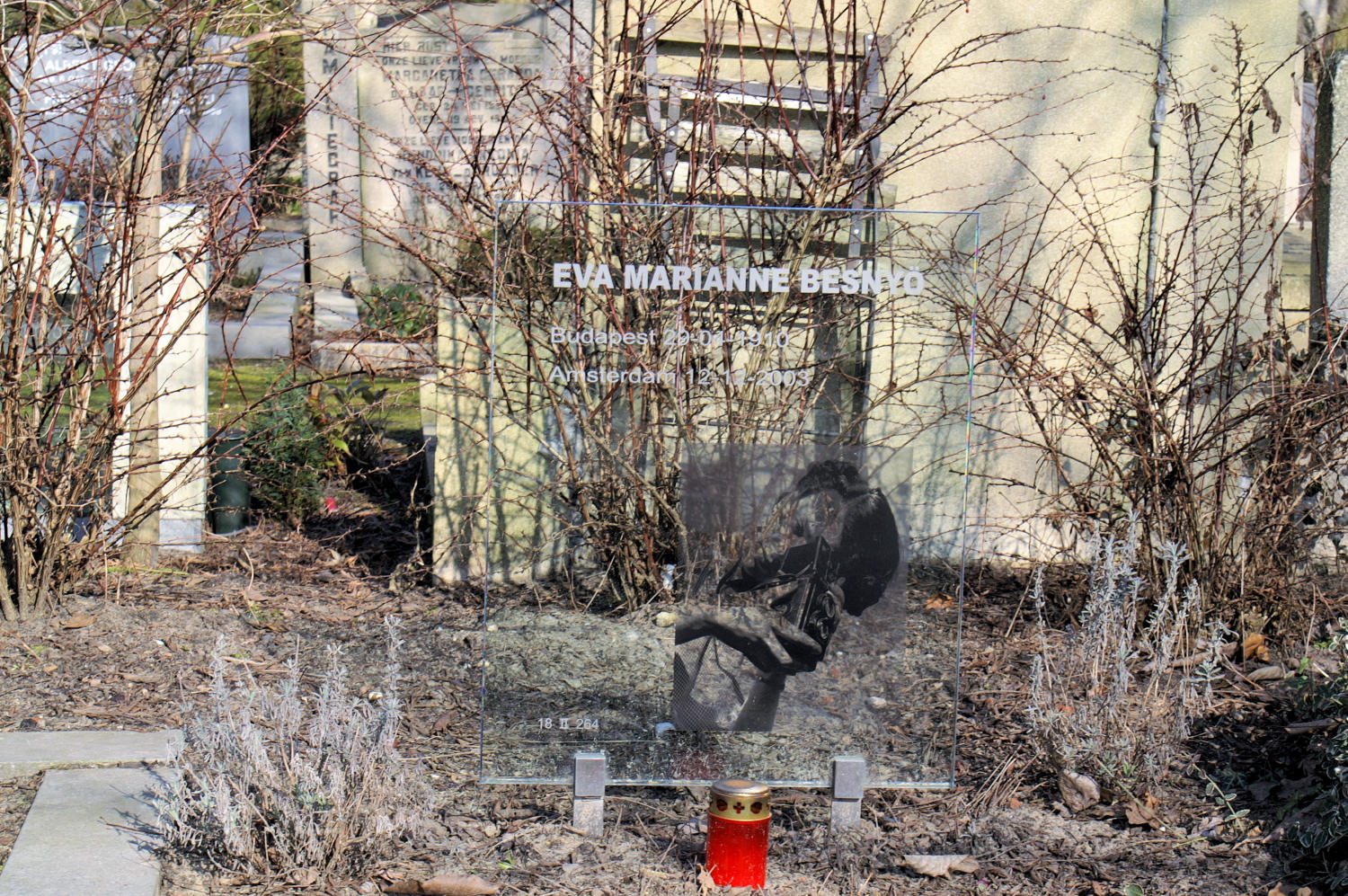
Sepultura

Se cría con dos hermanas en el seno de una familia liberal judía, en Budapest, Hungría. En dicha ciudad desarrolla sus primeros pasos en la fotografía, con una cámara Kodak Brownie, junto a su amigo Ernö Friedmann, más conocido como Robert Capa. 
Entre 1930 y 1932 vivió y trabajó en Berlín, como voluntaria y fotógrafa freelance, con un marcado interés por el fotorreportaje. El libro Die Welt ist Schon (El Mundo es Bello), del fotógrafo Albert Renger había despertado su interés por la fotografía de interés humano y social y la impulsó hacia el movimiento de la "nueva objetividad".
En 1932, debido a sus ideas marxistas y su origen judío, se vio obligada a abandonar Alemania y radicarse en Ámsterdam. En 1933 se casó con el cineasta John Fernhout, a quien había conocido en Berlín. Durante la guerra tuvo que pasar a la clandestinidad y trabajó para la resistencia
En 1945 se divorció de Fernhout y contrajo matrimonio nuevamente con Win Brusse, con quien tuvo dos hijos.
Siempre comprometida con las causas sociales, durante los años 70 fotografió las acciones del grupo feminista Dolle Mina.
Pese a ser reivindicada como la "Gran Dama" de la fotografía holandesa, en 1980 rechazó el título Ritterorden (título de caballero) ofrecido por la Reina Beatriz. En 1999 la Sociedad Alemana de Fotografía le otorgó el Premio «Erich Salomon» a la trayectoria profesional, y ese mismo año tuvo lugar una gran muestra retrospectiva de su trabajo, en el Centro Portugués de Fotografía de Porto.
Fallece el 12 de diciembre de 2003 en Laren, Países Bajos.

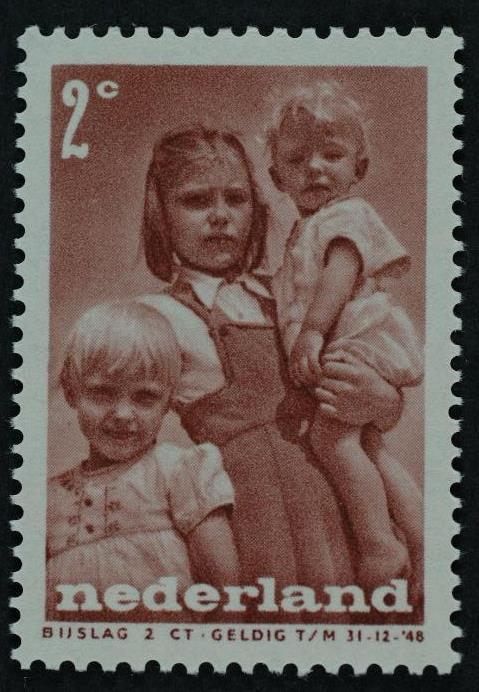
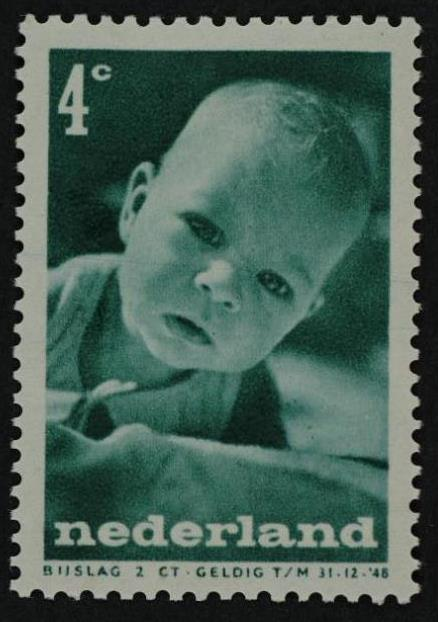
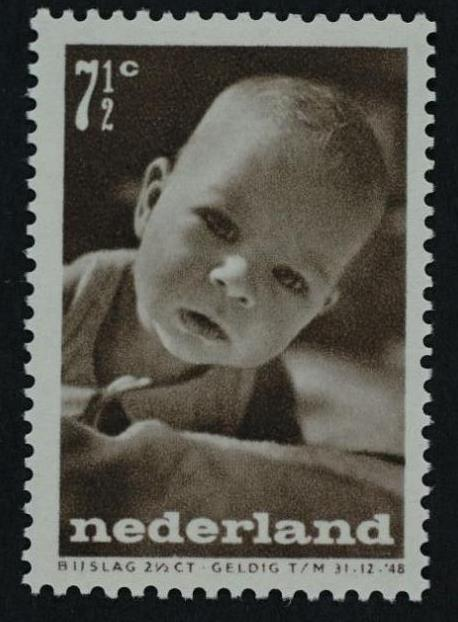
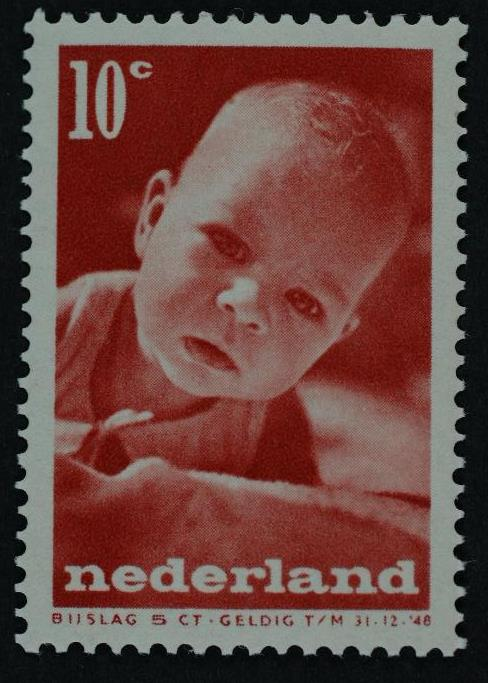
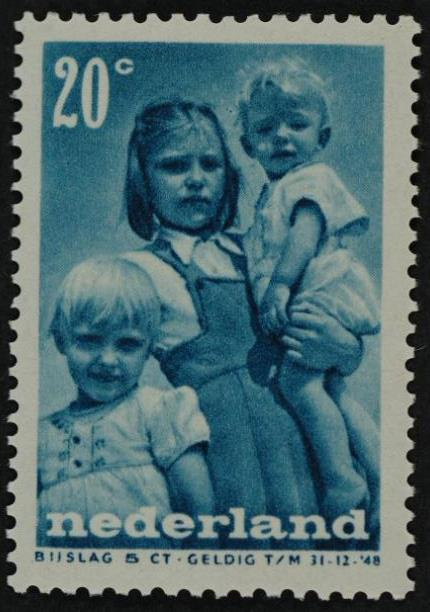